# شاتو دي سومور
شاتو دي سومور هي شاتو تقع في بلدة سومور،مان ولوار،فرنسا.المبنى مدرج في المعالم التاريخية في فرنسا منذ 1862.